# هالفدان هانسن
هالفدان هانسن (انگلیسی: Halfdan Hansen; ۱۶ اکتبر ۱۸۸۳ – ۱ آوریل ۱۹۵۳) قایقران قایق بادبانی اهل نروژ بود.